# Novo Gama
Novo Gama é um município brasileiro do estado de Goiás.
Sua população, de acordo com o censo do Instituto Brasileiro de Geografia e Estatística (IBGE) em 2022, foi de 103 804 habitantes.

## História
Nos anos 1970, o Governo Federal permitiu a criação do Banco Nacional da Habitação, cuja finalidade era promover a construção de moradias populares para os trabalhadores, utilizando recursos provenientes do FGTS. Boa parte dessas habitações foi edificada na área ao redor do Distrito Federal. Essa região recebeu o nome de Novo Gama, devido à sua proximidade com o Gama, uma cidade-satélite do Distrito Federal. Com as residências concluídas, foi oficialmente instituído, em 8 de dezembro de 1978, o Núcleo Residencial de Novo Gama, marcando a inauguração formal da cidade.
Município emancipado de Luziânia através da Lei Estadual No. 12.680 de 19 de julho de 1995.

## Economia

### Indicadores socioeconômicos
PIB municipal (2021)R$ 1,15 bilhão
PIB per capita (2021)R$ 9.645,45
Composição do PIB (2008)
- Valor adicionado bruto da agropecuária: R$ 1,334 milhão
- Valor adicionado bruto da indústria: R$ 49,923 milhões
- Valor adicionado bruto dos serviços: R$  244,887 milhões
- Impostos sobre produtos líquidos de subsídios: R$200.063 milhões

## Política
Atualmente, compõe o legislativo municipal 15 vereadores, estando estes na 5º sessão legislativa. Sendo eles:

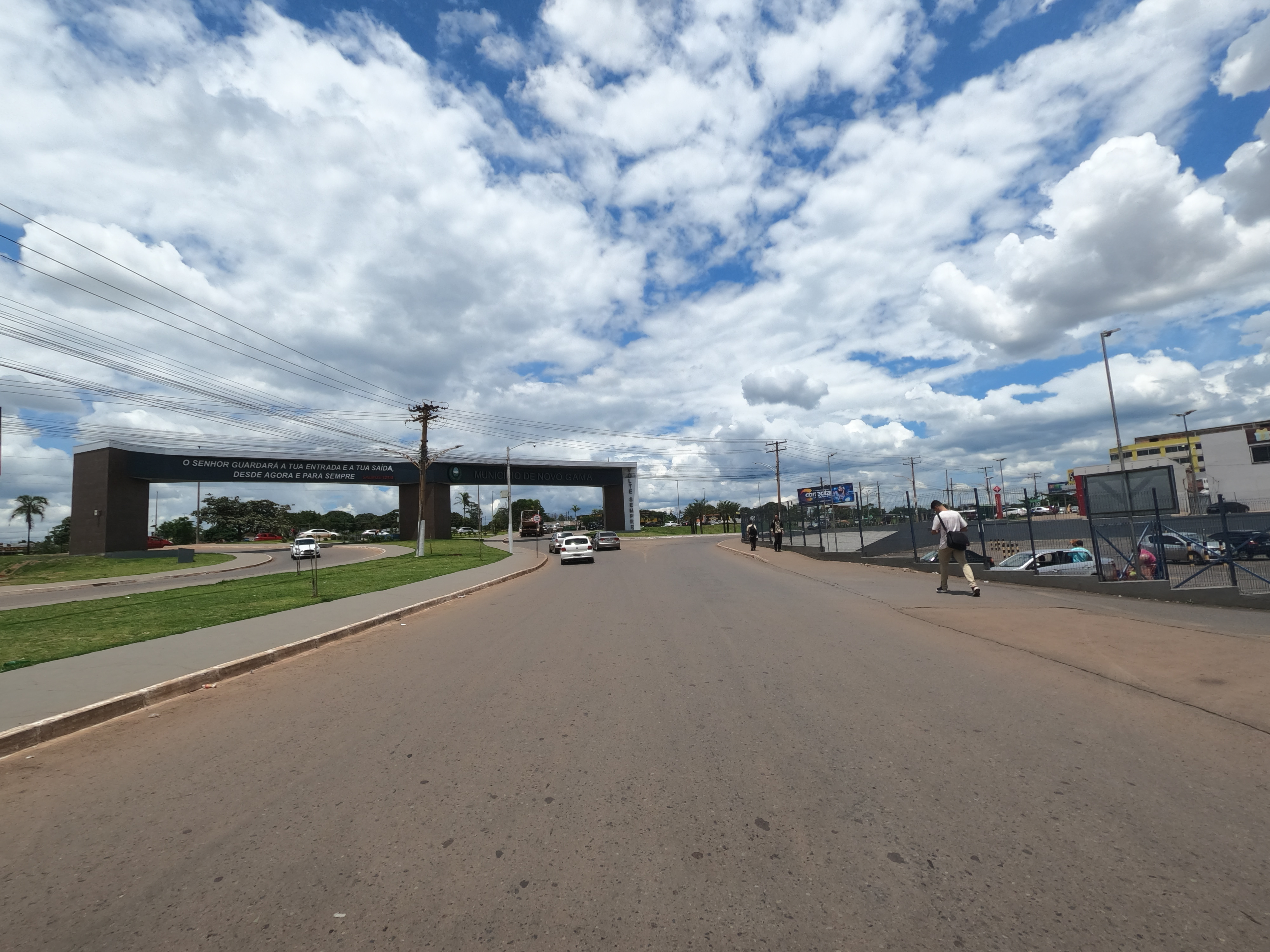
Av. Central em Novo Gama

| Vereador          | Partido | Nº de Votos |
| ----------------- | ------- | ----------- |
| Berg Rodrigues    | PP      | 1019        |
| André do Logos    | PSDB    | 883         |
| Zé Lopes          | PSD     | 707         |
| Cleia Cardoso     | PL      | 703         |
| Marcos Oliveira   | Rep.    | 690         |
| Marquim do Baixim | PRTB    | 651         |
| Renalto Caldas    | MDB     | 649         |
| Júlio César       | PSD     | 512         |
| Pacífico          | PSDB    | 508         |
| Valter Madeirada  | PL      | 494         |
| Paulo Jordão      | PL      | 487         |
| Charles do Oceano | PP      | 444         |
| Gabriel Sabino    | PSDB    | 398         |
| Andréia ACS       | PRTB    | 397         |
| Guto Souza        | PSC     | 348         |